# Griesmühle (Hartenstein)
Griesmühle ist ein Gemeindeteil von Hartenstein im mittelfränkischen Landkreis Nürnberger Land in Bayern. Griesmühle liegt in der Gemarkung Enzendorf.

## Lage
Die Einöde Griesmühle liegt etwa 600 m westlich der Pegnitz bzw. westlich der Staatsstraße 2162 nach Neuhaus an der Pegnitz. Der Harnbach durchquert das Mühlenanwesen. Er entspringt westlich davon. Ebenfalls im Westen befindet sich der Mittelberg, im Süden die Erhebung Auf der Heide (473 m).

## Geschichte

### Entstehung und Gerichtsbarkeit
Die Tallage der Mühle bietet mit über 10 Metern natürlichem Wassergefälle ideale Voraussetzungen für das Betreiben einer Wassermühle. Die erste urkundliche Erwähnung der Griesmühle erfolgte bereits 976 unter dem Namen „molendinum Gries“ in einer Schenkungsurkunde an das von Wiltrud von Bergen gegründete Kloster Bergen bei Neuburg an der Donau. Niedergericht, Frevelgericht und Steuer über die Griesmühle lagen beim Pflegeamt Hohenstein (bestätigt für 1280 und 1326), bis dieses im Pflegeamt Hersbruck aufging. Das Hochgericht lag beim Pflegeamt Velden. Grundherrschaftliche Zugehörigkeit und Rechtssituation änderten sich bis zum 19. Jahrhundert nicht. Die Flur der Mühle war zehntfrei, was sehr selten war. Zehntherr der Mühle war um 1800 G. Engelhard zu Sieglitzhof. 1808 wurde die Griesmühle Teil der Ruralgemeinde Enzendorf, zugehörig dem Landgericht Hersbruck und dem Steuerdistrikt Artelshofen.
1818 hatte die Griesmühle acht Einwohner in einem Wohngebäude. 1875 zählte die Mühle 15 Einwohner. 1925 war die Einwohnerzahl auf neun in einem Wohngebäude gesunken. 1950 wohnten in der Griesmühle sieben Einwohner in einem Wohngebäude. 2010 zählte die Griesmühle noch zwei Einwohner.

### Mühlenbetrieb
Dem Namen nach wurde die Griesmühle vor allem als Getreidemühle betrieben. Als solche wird auch der 1592 erfolgte Bau eines neu zu errichtenden Mühlengebäudes in den Akten im Evangelischen Kirchenarchiv Nürnberg diskutiert. Funde von Schlacke bei Erdarbeiten 2020 legen nahe, dass die Mühle zeitweise auch als Eisen- oder Kupferhammer betrieben wurde. Eine Verbindung zur nahen Hammeranlage in Enzendorf liegt nahe. Diese war zwischen 1466 und 1552 einer der bedeutendsten Industrieanlagen des Nürnberger Territoriums und maßgeblich für den Holzkohlenverbrauch in der nördlichen Oberpfalz verantwortlich.
Der Mühlenbetrieb der Griesmühle wurde besonders durch den Bau der Eisenbahn im Pegnitztal (Bahnstrecke Nürnberg–Cheb) 1877 lukrativ. Zeuge davon ist das noch erhaltene Mahlwerk mit Metallwalzen, welches das Erste dieser Art im Nürnberger Land gewesen sein soll. Ebenfalls noch heute erhalten ist die Fahrstuhl-Anlage zum Transport des Getreides ins Dachgeschoss.
Vor dem Zweiten Weltkrieg wurde das Mühlrad entfernt und eine Turbine eingebaut. Sie erzeugte Strom für die Dörfer Treuf, Sieglitzhof und Kreppling und ist noch heute als einzige Stromquelle des Anwesens in Betrieb.

## Sehenswertes

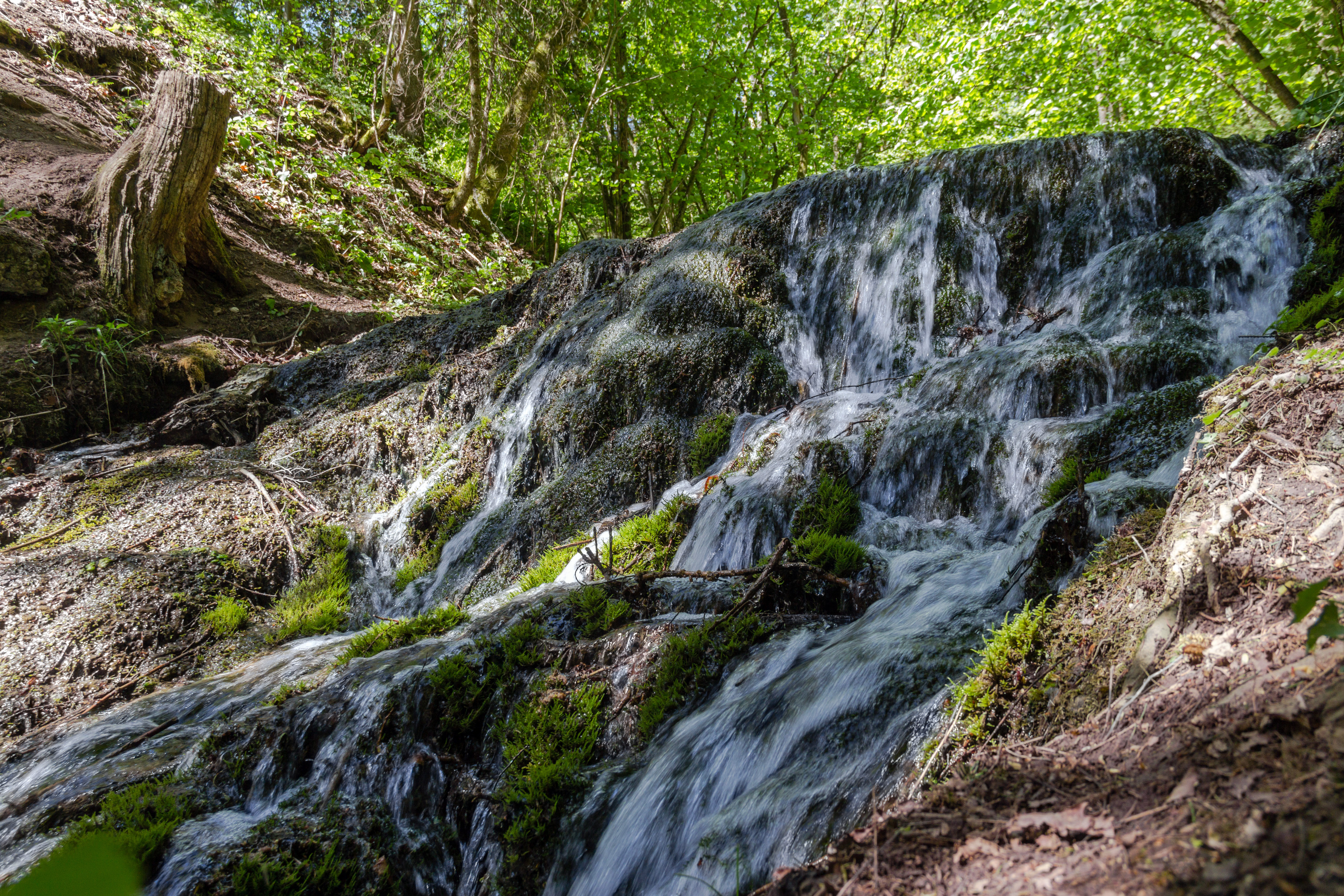
Wasserfall bei der Griesmühle

- Wasserfall östlich der Griesmühle. Der Griesbach fällt über eine etwa 3 Meter hohe Stufe und hat dort zu sehenswerten Sinterbildungen geführt.
- Die denkmalgeschützte ehemalige Mühle besteht aus drei Gebäuden.